# Intrada
Intrada – krótki utwór instrumentalny o charakterze fanfarowym. Jest utworem otwierającym uroczystości dawniej dworskie, obecnie przedstawienia, bale, turnieje. Najczęściej przeznaczony jest na instrumenty dęte blaszane i perkusję.

## Historia
Intrada występowała jako wstępna część suity barokowej, także jako forma zwięzłej uwertury do opery lub wstęp do utworu symfonicznego, kantaty itp.